# スーパーチャイニーズワールド2
『スーパーチャイニーズワールド2 宇宙一武闘大会』（スーパーチャイニーズワールドツー うちゅういちぶとうたいかい）は1993年10月29日にカルチャーブレーンより発売されたスーパーファミコン用ゲームソフト。『スーパーチャイニーズワールド』シリーズの第二作目である。

## 概要
この作品から戦闘が格闘アクションの方式となり、掛け声などの効果音も導入された。また、ボス戦闘が1対1の格闘アクションの方式にもなった。
VSモードも追加され、友達との対戦が可能になり、縦横移動が出来る格闘ゲームが楽しめるようになった。また、ある条件を満たすと戦闘中に気合を溜め、セレクトボタンでハイパーチャイニーズになり、必殺技が多数使えるようになる。

## ストーリー
ジャックとリュウはギンガ軍団が主催する宇宙一武闘大会に出場すべく宇宙へと旅立った。

## 登場キャラクター
ジャック
服装が『スーパーチャイニーズ2』時代の拳法着に戻った。
リュウ
本作から1Pでも使用できるようになった。性能がジャックと差別化された。
シュババーン

ガンリュウサイ

ゴウ・ファイヤー

ロボの花

アストロ・ジョー

バーバリアン・ババ

サイドー・コガ

カマン・チャイ

シノビーン

ドラハード

Mr.ダウト

タッカーブル

アルカトラーズ

ドンチューカ

レディ・チュラコ

キング・バーバリアン

マッスルジャイアント

ギンガラマオー
本作の最終ボス。銀河軍団の大元帥。HPが少なくなる度に色が変化していく。

## 開発
プロデューサーの阿迦手観屋夢之助によると、いったん完成していたものを全て作り直したため開発費が「だいたい3億5千万円くらい」かかったという。

## スタッフ
- プロデューサー：阿迦手観屋夢之助
- ゲーム・デザイン：阿迦手観屋夢之助、Y.F、MOTO、まっちゃん、たち つてと、アッシーかとう、J.O、おえかき たくちゃん
- マップ・デザイン：N.I
- グラフィック・デザイン：つりキチ マーぼうくん、おずまろし、かくさん
- プログラム：N.H、ばーむ くーへん、なんばらゆずる、こにしん かわきち、ゆうほ、はやかわ りゅう、ANN、M.O
- 音楽：みやびえいじ（沢彰記）
- 効果音：こにしん かわきち
- アシスタント：しまむらさき、S.K、キョネスろう、さくらさつき、S.I、ここ💛あづさ、きんちゃん、ミリオン・しぐ、さーま、キャッティ💛はらだ、GOカート、たくたく、KEER、トーシュ、ぬまひで、ガリンペイロ、こばけん、なべ、KAMIZA、ゆさぼう、のんちゃ
- ディレクター：阿迦手観屋夢之助

## 評価
ゲーム誌『ファミコン通信』の「クロスレビュー」では6・6・6・4の合計22点（満40点）、『ファミリーコンピュータMagazine』の読者投票による「ゲーム通信簿」での評価は以下の通りとなっており、20.7点（満30点）となっている。
| 項目 | キャラクタ | 音楽 | お買い得度 | 操作性 | 熱中度 | オリジナリティ | 総合 |
| 得点 | 3.7        | 3.3  | 3.3        | 3.4    | 3.6    | 3.4            | 20.7 |

## 関連作品
攻略本
- スーパーファミコン必勝法スペシャル スーパーチャイニーズワールド2 宇宙一武闘大会